# 박도현 (2001년)
박도현(2001년 1월 11일 ~)은 대한민국의 전직 크레이지레이싱 카트라이더 프로게이머이다.

## 선수 시절
2018년, 듀얼 레이스 X 시즌에 참가했다.
2019년 6월, 한화생명 e스포츠에 입단하면서 프로 커리어를 시작했다. 2019-2 시즌 팀전 준우승, 개인전 준우승을 달성했다.
2020-1 시즌 팀전 우승, 개인전 9위를 달성했다. 2020-2 시즌 팀전 우승, 개인전 17위를 달성했다.
2021-1 시즌 팀전 준우승, 개인전 14위를 달성했다. 2021년 5월 25일, 은퇴를 선언했다. 이후 팀에서 퇴단했다.

## 소속팀
| # | 팀명             | 소속 기간               | 비고 |
| - | ---------------- | ----------------------- | ---- |
| 1 | 아프리카 플레임  | 2018.08.16 ~ 2018.09.15 |      |
| 2 | 한화생명 e스포츠 | 2019.06.04 ~ 2021.05.25 |      |

## 수상 내역
공식 대회 우승 2회, 준우승 3회
- 2019 KT 5G 멀티뷰 카트라이더 리그 시즌 2 개인전 준우승
- 2019 KT 5G 멀티뷰 카트라이더 리그 시즌 2 팀전 준우승
- 2020 SKT JUMP 카트라이더 리그 시즌 1 팀전 우승 (한화생명 e스포츠)
- 2020 SKT 5GX JUMP 카트라이더 리그 시즌 2 팀전 우승 (한화생명 e스포츠)
- 2021 신한은행 헤이영 카트라이더 리그 시즌 1 팀전 준우승